# Cloruro de actinio
El cloruro de actinio(III) es un compuesto químico que contiene el raro elemento radiactivo actinio. Esta sal tiene la fórmula AcCl3. El peso molecular del compuesto es 333,378 g/mol.

## Síntesis
4 Ac(OH)3 + 3 CCl4 → 4AcCl3 + 3CO2 + 6H2O.

## Reacciones
AcCl3 + H2O → AcOCl + 2 HCl

## Propiedades
- Fórmula molecular: AcCl3
- Color: blanco
- Apariencia: Sólido cristalino
- Punto de fusión: 1051 °C
- Densidad: 4810 kg m−3
- Peso molecular: 333,378 g/mol[4]